# Dakota North
Dakota North è un personaggio dei fumetti Marvel creata dalla scrittrice Martha Thomases e dall'artista Tony Salmons nel 1986.

## Storia editoriale
Martha Thomases, che non si era mai cimentata con il fumetto, ebbe modo di incontrare Larry Hama attraverso l'amico comune Dennis O'Neil e in un successivo incontro con un editor della Marvel svilupparono un nuovo personaggio, Dakota North, una detective tosta e femminile. Hama scelse come disegnatore Tony Salmons che lo riteneva talentuoso, ma inesperto con lo narrazione. Inizialmente il fumetto non venne promosso come parte dell'Universo Marvel comparandolo con le serie Miami Vice e Modesty Blaise mentre Hama paragonò il personaggio a Emma Peel della serie televisiva brittannica Agente speciale.
In un articolo di retrospettiva del 2018 su The Comics Journal, Keith Silva ipotizzò che la Marvel, forte della sua posizione dominante nel mercato fumettistico dell'epoca, commissionò la serie per risolvere il basso numero di personaggi femminili principali all'interno del loro port-folio in seguito alla chiusura della serie Dazzler.
Il fumetto debuttò come bimestrale nel febbraio 1986 e venne cancellato dopo cinque numeri. Thomases affermò di aver sentito che il primo albo aveva venduto 120000 copie e, sapendo comunque di un calo di vendite nei numeri successivi, ritenne che la cancellazione fosse avvenuta all'interno di un taglio dei costi influenzato dalla riluttanza di Jim Shooter a chiudere le serie meno remunerative del suo New Universe; Dakota North rimane l'unico fumetto scritto da Thomases. In una intervista del 2012, Salmons segnalò che al momento della cancellazione i dati di vendita erano ancora scarsi e che la Marvel gli disse che la motivazione principale era legata ad un riordinamento in vista del 25° anniversario dell'azienda.
Il personaggio di Dakota apparve saltuariamente in altri fumetti della casa editrice, il primo dei quali sarebbe dovuto essere il 124° albo di Peter Parker, The Spectacular Spider-Man, ma alla fine fu il numero 37 di Web of Spider-Man. Nel 1989 apparve in Power Pack 46 mentre nel 1990 fu co-protagonista con Wasp nello speciale autunnale Marvel Super-Heroes 3. Nel bienno 1992-1993 entrò a far parte come personaggio di supporto della serie Cage scritta da Marcus McLaurin mentre nel 2001 venne ripresa da Christopher Priest nella storia Seduction Of The Innocent pubblicata negli albi 31-33 della serie dedicata a Pantera Nera.
Nel 2006 entrò a far parte della serie Daredevil scritta da Ed Brubaker a cui seguirono The New Avengers, Captain Marvel and Avengers Assemble. Una nuova serie a lei dedicata sarebbe dovuto essere pubblicata nel 2006 per i testi di C. B. Cebulski e i disegni di Lauren McCubbin, ma non si concretizzò.
Nel 2018 è stata pubblicata la raccolta Dakota North: Design for Dying contenente i cinque albi di Dakota North, le sue apparizioni in Web of Spider-Man, Power Pack, Marvel Superheroes e l'arco narrativo di debutto nella serie Daredevil.

## Critica
R.A. Jones di Amazing Heroes, recensendo il primo albo della miniserie originale, non ne fu impressionato, definendo la scrittura "banale" e "noiosa" e dicendosi frustrato da un titolo con una protagonista femminile risultato deludente. Valutò positivamente i miglioramenti del disegnatore Tony Salmons. In un passaggio sottolineò provocatoriamente come la presenza di una vignetta che si sofferma a mostrare "il sedere formoso" della protagonista non aiutasse il fumetto ad attirare il suo auspicato pubblico femminile.
Keith Silva di The Comics Journal difese con entusiasmo la serie nonostante i difetti affermando: "tenace e provocatoriamente indipendente, Dakota North è un fumetto all'avanguardia il cui stile non ha mai preso piede"

## Altri media
Luke Jacobson, apparso nella miniserie Dakota North, è stato interpretato da Griffin Matthews all'interno della serie per Disney+She-Hulk: Attorney at Law.